# 뵤부산 (오키나와현)

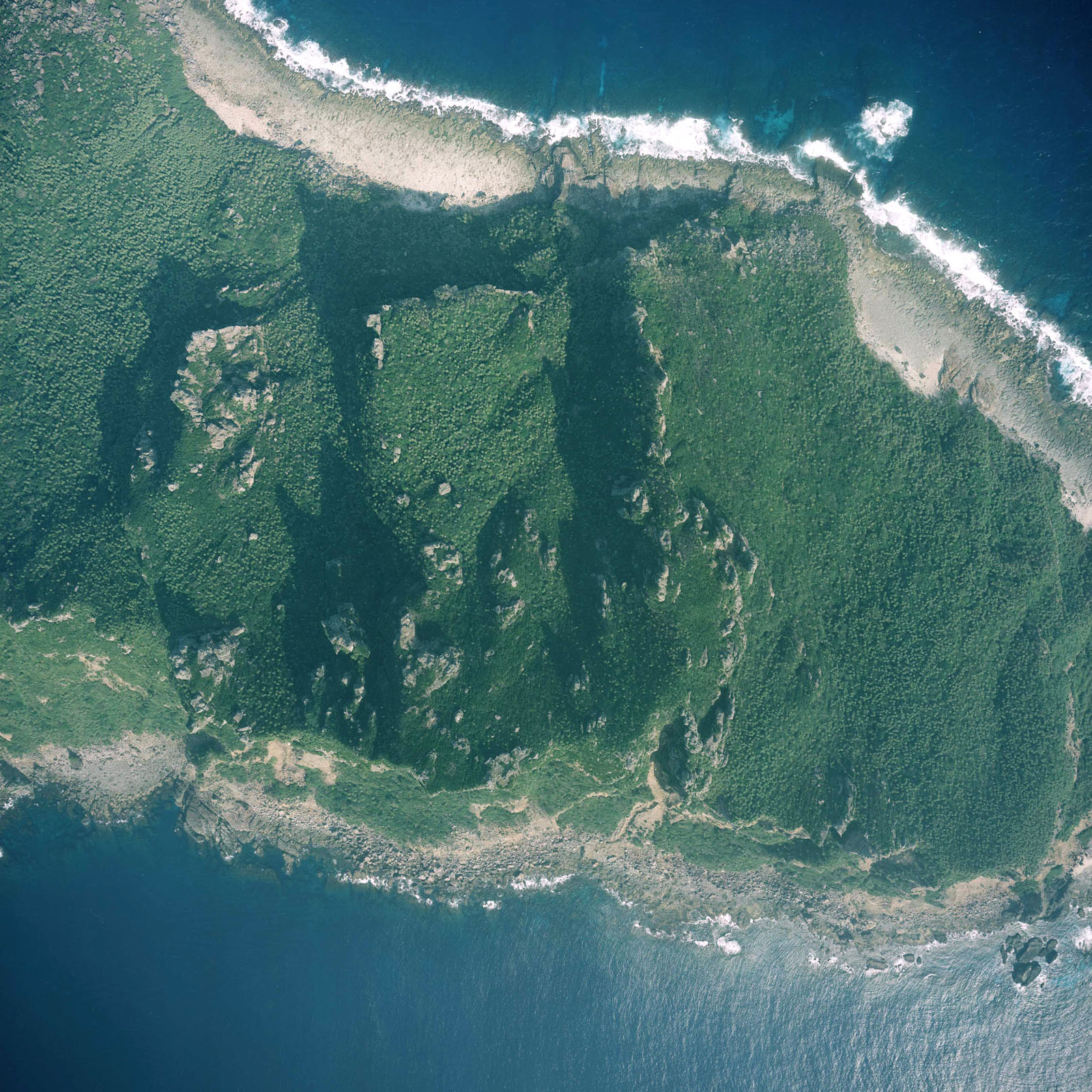
우오쓰리섬에 있는 뵤부산

뵤부산(일본어: 屏風岳 뵤부다케[*]) 또는 선눙봉(중국어: 神农峰)은 센카쿠 제도 또는 댜오위다오의 우오쓰리섬(중국명: 댜오위섬)의 남안 근처 동쪽에 위치한 산이다. 해발고도는 320m로, 해발 362m의 나라하라산(중국명: 가오화봉)에 이어 제 2의 고봉이다. 일본명 뵤부산은 이름은 1900년에 이 섬을 지질조사하러 온 구로이와 쓰네에 의해 붙여진 이름이다.